# Mariana Bridi
Mariana Bridi Costa (Marechal Floriano, 18 de junho de 1988 — Serra, 24 de janeiro de 2009) foi uma modelo brasileira. Embora tivesse obtido relativo sucesso em sua carreira, considerada promissora pela mídia internacional, Mariana tornou-se muito conhecida no Brasil somente em fins de 2008, após ser internada com uma septicemia.

## Carreira
Mariana foi finalista duas vezes do Miss Mundo Brasil representando o Espírito Santo. Em 2007, ficou em sexto lugar no concurso Miss Bikini International na China e recebeu um prêmio de melhor corpo. Nesse mesmo ano, participou do Face of the Earth na África do Sul, onde foi escolhida como o 4º rosto mais bonito do mundo.

## Saúde e Morte
Em dezembro de 2008, Mariana sentiu-se mal e foi diagnosticada com uma infecção urinária. Medicada, não respondeu bem ao tratamento retornando ao hospital com fortes dores dois dias depois. O seu estado piorou, sendo diagnosticado uma infecção generalizada por um bacilo, o Pseudomonas aeruginosa, resistente a antibióticos. Com falta de oxigenação nos pés e mãos, eles tiveram de ser amputados. Além disso, os médicos também precisaram remover-lhe os rins. O estômago da modelo chegou a ser retirado numa tentativa de conter uma hemorragia abdominal.
Sofrendo de várias complicações como hemorragia e estando em coma induzido, Mariana faleceu às 3 horas da madrugada do dia 24 de janeiro de 2009. Seu caso gerou grande comoção nacional e internacional, sua morte foi noticiada em vários jornais e e canais de televisão do mundo, sendo repercutido na mídia internacional com matérias na CNN, USA Today, Los Angeles Times,  BBC, Daily Telegraph, The Sun, Daily Mail, entre outros, e seu sepultamento foi acompanhado por mais de mil pessoas.
Ela também foi matéria na Revista Veja (edição 2097, página 84).